# جيمي نولان
جيمي نولان (بالإنجليزية: Jimmy Nolan)‏ هو لاعب كرة قدم أسترالية أسترالي، ولد في 11 أغسطس 1893، وتوفي في 16 ديسمبر 1973.

## وصلات خارجية
- جيمي نولان على موقع AustralianFootball.com (الإنجليزية)
- جيمي نولان على موقع AFLtables.com (الإنجليزية)